# Al Herman
Homer Gerald Herman , Jr., detto Al (Topton, 15 marzo 1927 – West Haven, 18 giugno 1960), è stato un pilota automobilistico statunitense.
Iscritto ad 8 500 Miglia di Indianapolis tra il 1953 e 1960, corse la famosa gara americana 5 volte, conquistando come miglior risultato un 7º posto nell'edizione 1955. Nello stesso anno gli fu assegnato il premio Rookie of the Year.
Morì in un incidente di gara nella categoria Midget il 18 giugno 1960, nello stesso weekend nel quale perse la vita il campione Jimmy Bryan. Venne sepolto presso il cimitero Ziegels Union di Breinigsville, Pennsylvania.
Tra il 1950 e il 1960 la 500 Miglia faceva parte del Campionato Mondiale, per questo motivo Herman ha all'attivo anche cinque Gran Premi in Formula 1.

## Risultati in Formula 1
| 1953 | Scuderia            | Vettura           |  |    |  |  |  |  |  |  |  |  |  | Punti | Pos. |
| ---- | ------------------- | ----------------- |  | -- |  |  |  |  |  |  |  |  |  | ----- | ---- |
| 1953 | Traylor Engineering | Kurtis Kraft 2000 |  | NQ |  |  |  |  |  |  |  |  |  | 0     |      |

| 1954 | Scuderia | Vettura           |  |    |  |  |  |  |  |  |  |  |  | Punti | Pos. |
| ---- | -------- | ----------------- |  | -- |  |  |  |  |  |  |  |  |  | ----- | ---- |
| 1954 | Ed Stone | Kurtis Kraft 3000 |  | NQ |  |  |  |  |  |  |  |  |  | 0     |      |

| 1955 | Scuderia           | Vettura      |  |  |   |  |  |  |  |  |  |  |  | Punti | Pos. |
| ---- | ------------------ | ------------ |  |  | - |  |  |  |  |  |  |  |  | ----- | ---- |
| 1955 | T.W. & W.T. Martin | Kurtis Kraft |  |  | 7 |  |  |  |  |  |  |  |  | 0     |      |

| 1956 | Scuderia           | Vettura           |  |  |     |  |  |  |  |  |  |  |  | Punti | Pos. |
| ---- | ------------------ | ----------------- |  |  | --- |  |  |  |  |  |  |  |  | ----- | ---- |
| 1956 | Bardahl/Pat Clancy | Kurtis Kraft 500B |  |  | Rit |  |  |  |  |  |  |  |  | 0     |      |

| 1957 | Scuderia         | Vettura            |  |  |     |  |  |  |  |  |  |  |  | Punti | Pos. |
| ---- | ---------------- | ------------------ |  |  | --- |  |  |  |  |  |  |  |  | ----- | ---- |
| 1957 | Dunn Engineering | Dunn Indy Roadster |  |  | Rit |  |  |  |  |  |  |  |  | 0     |      |

| 1958 | Scuderia              | Vettura             |  |  |  |    |  |  |  |  |  |  |  | Punti | Pos. |
| ---- | --------------------- | ------------------- |  |  |  | -- |  |  |  |  |  |  |  | ----- | ---- |
| 1958 | D-A Lubricants Racing | Kuzma Indy Roadster |  |  |  | NQ |  |  |  |  |  |  |  | 0     |      |

| 1959 | Scuderia         | Vettura            |  |    |  |  |  |  |  |  |  |  |  | Punti | Pos. |
| ---- | ---------------- | ------------------ |  | -- |  |  |  |  |  |  |  |  |  | ----- | ---- |
| 1959 | Dunn Engineering | Dunn Indy Roadster |  | 13 |  |  |  |  |  |  |  |  |  | 0     |      |

| 1960 | Scuderia | Vettura |  |  |     |  |  |  |  |  |  |  |  | Punti | Pos. |
| ---- | -------- | ------- |  |  | --- |  |  |  |  |  |  |  |  | ----- | ---- |
| 1960 | Joe Hunt | Ewing   |  |  | Rit |  |  |  |  |  |  |  |  | 0     |      |

| Legenda | 1º posto     | 2º posto | 3º posto    | A punti         | Senza punti/Non class.  | Grassetto – Pole position Corsivo – Giro più veloce |
| Legenda | Squalificato | Ritirato | Non partito | Non qualificato | Solo prove/Terzo pilota | Grassetto – Pole position Corsivo – Giro più veloce |